# بيزن بيروت
بيزن بيروت ( البريتانية، حرفيًا "وحدة البيرو"؛ (بالألمانية: Bretonische Waffenverband der SS)‏ قوة تعاونية من البريطون تأسست في 11 نوفمبر 1943، أثناء الاحتلال الألماني لفرنسا. كان يقودها سيلستين ليني.
خلال الحرب العالمية الثانية، شاركت الوحدة في العمليات المناهضة للحزب تحت إشراف الشرطة الأمنية الألمانية (SD). بعد إنزال الحلفاء في نورماندي، تم إجلاؤه إلى ألمانيا، حيث تم حله في أعقاب الاستسلام الألماني. تمكن جزء من المجموعة، بما في ذلك ليني، من الهرب من الاعتقال، بينما سُجن آخرون أو أُعدموا في ملاحقة متعاونين في زمن الحرب بعد الحرب. ترك بيزن بيروت إرثًا من الوحشية، مما أعاق محاولات المستقبل لتشكيل دولة بريتون مستقلة.

## خلفية

### بريتون القومية
قبل توسع الإمبراطورية الرومانية في المنطقة، كانت قبائل الغال قد احتلت شبه جزيرة أرموريكان، وقسمتها إلى خمس مناطق شكلت بعد ذلك أساسًا للإدارة الرومانية للمنطقة، والتي بقيت في عهد الدوقية. 

## ما بعد
استسلمت ألمانيا أخيرًا بحلول 11 مايو 1945، بقي ليني في مزرعة بالقرب من ماربورغ في منطقة الاحتلال الفرنسي حتى تم تزويده بأوراق مزورة من قبل ليو ويسجربر، مما سمح له بالفرار إلى جمهورية أيرلندا في عام 1947 حيث حصل على حق اللجوء.  